# Alex Murray
Alex Murray, né le 21 novembre 1992 à Georgetown, est un footballeur international guyanien jouant poste de gardien de but à Morvant Caledonia United.

## Biographie

### En club
Layne joue dans différents clubs guyaniens comme Alpha United, le Georgetown FC ou encore le Santos FC. En 2019, il rejoint le Morvant Caledonia United à Trinité-et-Tobago.

### En sélection
Le 21 février 2016, il fait ses débuts avec le Guyana lors d'un match amical contre le Suriname (victoire 2-0).
En juin 2019, il est retenu par le sélectionneur Michael Johnson afin de participer à la Gold Cup organisée aux États-Unis, en Jamaïque et au Costa Rica. Lors de cette Gold Cup, il officiera comme remplaçant et ne jouera aucun match.

## Palmarès
- Alpha United
  - Championnat du Guyana
    - Champion : 2012, 2013 et 2014

  - Guyana Mayors Cup
    - Vainqueur : 2013